# Часники (Кетовський район)
Часники́ (рос. Чесноки) — село у складі Кетовського району Курганської області, Росія. Адміністративний центр та єдиний населений пункт Часниківської сільської ради.
Населення — 532 особи (2017, 563 у 2010, 627 у 2002).